# アデライード・ド・ヴァロワ

1030年のフランス王国

アデライード・ド・ヴァロワ（Adélaïde de Valois, 11世紀）は、ヴァロワ伯ラウル4世とアデル・ド・バール＝シュル＝オーブの娘。

## 生涯
ヴェルマンドワ伯エルベール4世（1028年 - 1080年）と結婚し、以下の子女をもうけた。
- アデライード（1062年頃 - 1120年） - ヴェルマンドワ女伯。フランス王アンリ1世の息子ユーグ1世と結婚、クレルモン伯ルノー2世と再婚
- ウード1世（1064年頃 - 1085年以降） - ヴェルマンドワ伯、精神疾患により廃位。

1077年に兄弟シモンがヴァロワ伯領を放棄したため、その領地はフランス王フィリップ1世、アミアン司教およびアデライードの夫エルベール4世の間で分割され、エルベール4世はヴァロワおよびアミアンを手に入れた。
アデライードが後にブロワ伯ティボー3世と結婚したともされるが、これはアデライードの姉妹アデルと混同されたためである。エルベール4世の没年は1080年であり、アデライードがティボー3世と結婚するのは不可能である。